# Боголюбский отдел Союза русского народа
Боголюбский (Адмиралтейский, Адмиралтейско-Боголюбский) отдел «Союза Русского Народа» (БО СРН) — одна из наиболее влиятельных правомонархических (черносотенных) организаций Казани, функционировавшая в Адмиралтейской и Ягодной слободах города.

## Создание отдела
Инициатором создания БО СРН выступил председатель Совета «Общества церковных старост и приходских попечителей города Казани» купец А. И. Кукарников. Впоследствии — в опубликованном в газете «Казанский Телеграф» некрологе А. И. Кукарникова — сообщалось, что отдел был открыт «им в тиши, на скромные средства, в кругу немногих близких ему людей».
В протоколе заседания Совета Казанского отдела «Русского Собрания» 15 (28) ноября 1906 г. говорилось:
Слушали заявление А. И. Кукарникова о ходатайстве по разрешению отдела «Союза Русского Народа» в Адмиралтейской слободе. Постановлено: сообщить «Союзу Русского Народа» и г.[осподину] Казанскому Губернатору об открытии Союза в воскресенье 19 ноября [1906 года] в д.[оме] Патрикеева  в 2 часа после молебствия.
На следующем заседании Совета Казанского отдела «Русского Собрания» 22 ноября (5 декабря) 1906 г. об открытии отдела «Союза Русского Народа» в Адмиралтейской слободе было заявлено уже как о свершившемся событии.
25 ноября (8 декабря) 1906 г. газета «Казанский Телеграф» сообщила о том, что: «Открыты Союзы Русского Народа: Казанский, Адмиралтейский и Арский Казанской губернии». А 13 (26) декабря того же года на заседании Совета Казанского отдела «Русского Собрания» было заслушано «предложение» Казанского губернатора о том, что «он не встречает препятствий к открытию библиотеки-читальни в Адмиралтейской слободе под наблюдением А. И. Кукарникова».
БО СРН стал вторым — после Казанского губернского отдела «Союза Русского Народа» — отделом этой правомонархической (черносотенной) организации, открытым в городе Казани.

## Руководство и численность отдела
«Адмиралтейско-Боголюбский» отдел упоминался в «Списке Отделов Союза Русского Народа по Казанской губернии. 1907 г.», представленном 31 мая (13 июня) 1907 г. председателем Совета Казанского отдела «Русского Собрания» А. Т. Соловьёвым Казанскому полицмейстеру.
Здесь же председателем Совета БО СРН был назван А. И. Кукарников. В более поздних источниках, относящихся ко второй половине 1907 г. — первой половине 1908 г., в качестве товарища (заместителя) председателя Совета БО СРН фигурировал П. П. Патрикеев, казначея отдела — А. Е. Жегалов, а «за секретаря» — Ф. Ф. Мельников.
6 (19) мая 1910 г. — после смерти купца А. И. Кукарникова — председателем Совета БО СРН был избран священник Н. М. Троицкий.
«Адмиралтейский» отдел «Союза Русского Народа», в числе прочих, значился также в рапорте Казанского полицмейстера А. И. Васильева Казанскому губернатору М. В. Стрижевскому от 10 (23) июня 1907 г. В нём же сообщалось о том, что членами отдела состоят «около 200 человек». Однако в рапорте того же А. И. Васильева в Канцелярию Казанского губернатора от 4 (17) декабря 1907 г. говорилось уже о том, что в «Боголюбском» отделе, действующем в Адмиралтейской слободе, «членов менее 100 человек». Здесь же явно ошибочно сообщалось, что отдел «существует с 13 Декабря 1906 года».
БО СРН численностью 100 человек фигурировал и в документе под названием «Сведения о числе отделов „Союза русского народа“ и других монархических организаций, функционирующих в гор. Казани и Казанской губернии», подписанном и направленном 18 (31) декабря 1907 г. Казанским губернатором в Департамент полиции Министерства внутренних дел (за № 12223).

## Основные направления деятельности, союзники
На протяжении всего своего существования БО СРН действовал в тесном соприкосновении с Казанским отделом «Русского Собрания», следуя в целом в русле его политической деятельности.
В этой связи БО СРН впитал в себя многое из того, чем жили местные «эрэсовцы» и «старостинцы» (и особенно − установку на возрождение православных церковно-приходских организаций и их превращение во «всероссийскую церковно-государственную» единицу).
В телеграмме, отправленной в 1907 г. отделом на имя Императора Николая II по этому поводу, в частности, говорилось: «Повели распустить немедля теперешнюю Думу, пока она ещё не успела в конец погубить Твою Святую Русь. Повели, наш Неограниченный Самодержец, дать новый выборный закон, который бы не допускал изменников к участию в Твоём великом Государевом деле, не давал права участия в выборах не достигших сорокалетнего возраста и запятнанным по суду, а лицам Православного исповедания − в течение последних трёх лет не бывшим ежегодно у исповеди и Святого Причащения. Рассмотрение дел о неправильности выборов предоставь Твоему Сенату. Повели, Великий Государь, произвести избрание выборщиков по Православным приходам, а причитающееся по развёрстке количество выборщиков от инославных исповеданий по их религиозным общинам».
В период раскола в местном черносотенном лагере он объединился с Казанским отделом «Русского Собрания», «Обществом церковных старост и приходских попечителей города Казани», Вторым отделом «Союза Русского Народа» в Пятницком приходе города Казани и целым рядом других отделов «Союза Русского Народа», открытых к тому времени в Казанской губернии А. Т. Соловьёвым и его единомышленниками, войдя тем самым в так называемые "Объединённые монархические общества и союзы при Казанском отделе «Русского Собрания».
В сентябре 1908 г., по инициативе А. И. Кукарникова, при БО СРН было открыто четырёхклассное патриотическое мужское частное заведение второго разряда по программе мужской классной прогимназии (заведующий — Ф. Ф. Мельников), обучение в которой осуществлялось на достаточно высоком уровне.

## Прекращение деятельности
В рапорте Казанского полицмейстера начальнику Казанского губернского жандармского управления К. И. Калинину от 14 (27) января 1916 г., помимо прочего, говорилось о том, что ранее в БО СРН «имелось членов до 200 человек, и он находился в ведении Председателя Русского Собрания Александра Титовича Соловьёва», а его действия распространялись «на все слободы» города Казани.
«Цель союза, — сообщалось далее, — защита православия и Самодержавия, каковая и проявлялась с примерной энергией, но с началом войны действия союза постепенно сокращались и окончательно прекращены с Сентября 1914 года».
Однако БО СРН не распался: председателем его Совета по-прежнему являлся о. Н. М. Троицкий, его «помощником» в рапорте назывался А. С. Степанов, а секретарём — домовладелец Адмиралтейской слободы Д. П. Катков, ранее упоминавшийся также в качестве товарища (заместителя) председателя Совета отдела.
Окончательно упоминания о БО СРН исчезают после февраля — марта 1917 г.